# Сан Лоренцо (Палермо)
Сан Лоренцо је насеље у Италији у округу Палермо, региону Сицилија.
Према процени из 2011. у насељу је живело 39 становника. Насеље се налази на надморској висини од 477 м.